# Ейская коса (остров)
Ейская коса — остров в Азовском море, отделяющий Ейский лиман от Таганрогского залива. Расположен в трёх километрах от окончания Ейской косы. Образовался в результате отделения части косы во время сильного шторма в ночь с 12 на 13 марта 1914 года.

## География
По своей форме напоминает атолл, то есть остров в форме кольца — иногда разорванного — с защищенной лагуной внутри (обычно характерны для Индийского и Тихого океанов). В бухте острова Ейская коса выделяется остров Мартынячий. Отметка береговой линии острова — −0,4 м над уровнем моря. Остров заболоченный, местам с камышовой и луговой растительностью. Деревья практически отсутствуют. В 2019—2020 г. стартовал проект «Аллея Героев», ейский яхт-клуб планирует высадить на острове саженцы ивы, тополя и других деревьев. На острове расположены два маяка и дом «смотрителя острова» — местного отшельника. Присутствуют так же руины стана рыбколхоза.
Юго-восточнее, в центральной части Ейского лимана, расположен остров Зелёный.

## Административно-территориальная принадлежность
Территориально остров принадлежит Ейскому району Краснодарского края. Однако на территорию острова претендует также Щербиновский район Краснодарского края.

## Туризм
Остров популярен среди любителей яхтинга и парусного спорта. Во время курортного сезона между островом и городом Ейском курсируют экскурсионные катера, переправляющие людей через 3-километровый Ейский пролив.

## Предосторожности
Из-за того, что катера обычно высаживают людей на южной оконечности острова (со стороны Ейска), остров является популярным местом для купания туристов. Тем не менее, остров, особенно его оконечности, является крайне опасным для купания из-за сильных подводных течений — быстрин — и резких перепадов глубин в обоих проливах, отделяющих его от с. Глафировка и г. Ейск. Купание на острове официально запрещено. Съёмки при облёте вертолётом показывают, что течение в проливах по краям острова настолько сильное, что массы поднятого со дна песка и сора можно увидеть невооружённым глазом. В июле 2010 года, попав в течение при купании, быстрина сорвала с южной оконечности острова группу отдыхающих школьников и воспитателя-физкультурника Виталия Морозова. 6 детей утонули. Успев вытащить из воды двоих, воспитатель погиб сам. На острове имеются таблички, предупреждающие об опасности купания на внешних пляжах острова. На острове также не продаются спиртные напитки, хотя провоз их с собой и распитие не запрещены.
Тем не менее, принимать ванны в лечебной сероводородной грязи во внутренней, защищённой лагуне острова полезно и практически безопасно.

## Население
С октября 1999 года до 13 августа 2020 года на острове на постоянной основе проживал один человек — Вадим Бирюков 1954 года рождения, инвалид II группы, в прошлом работник рыболовецкого совхоза, который располагался на этом острове. Отшельником Вадим стал после ликвидации предприятия, регулярно становился объектом внимания различных СМИ, являлся своего рода местной достопримечательностью. На острове Бирюков вёл подсобное хозяйство, разводил коз, собак и кошек, рыбачил, охотился на диких птиц, регулярно принимал помощь от местного МЧС и туристов. После его смерти остров считается необитаемым.